# André Oktay Dahl

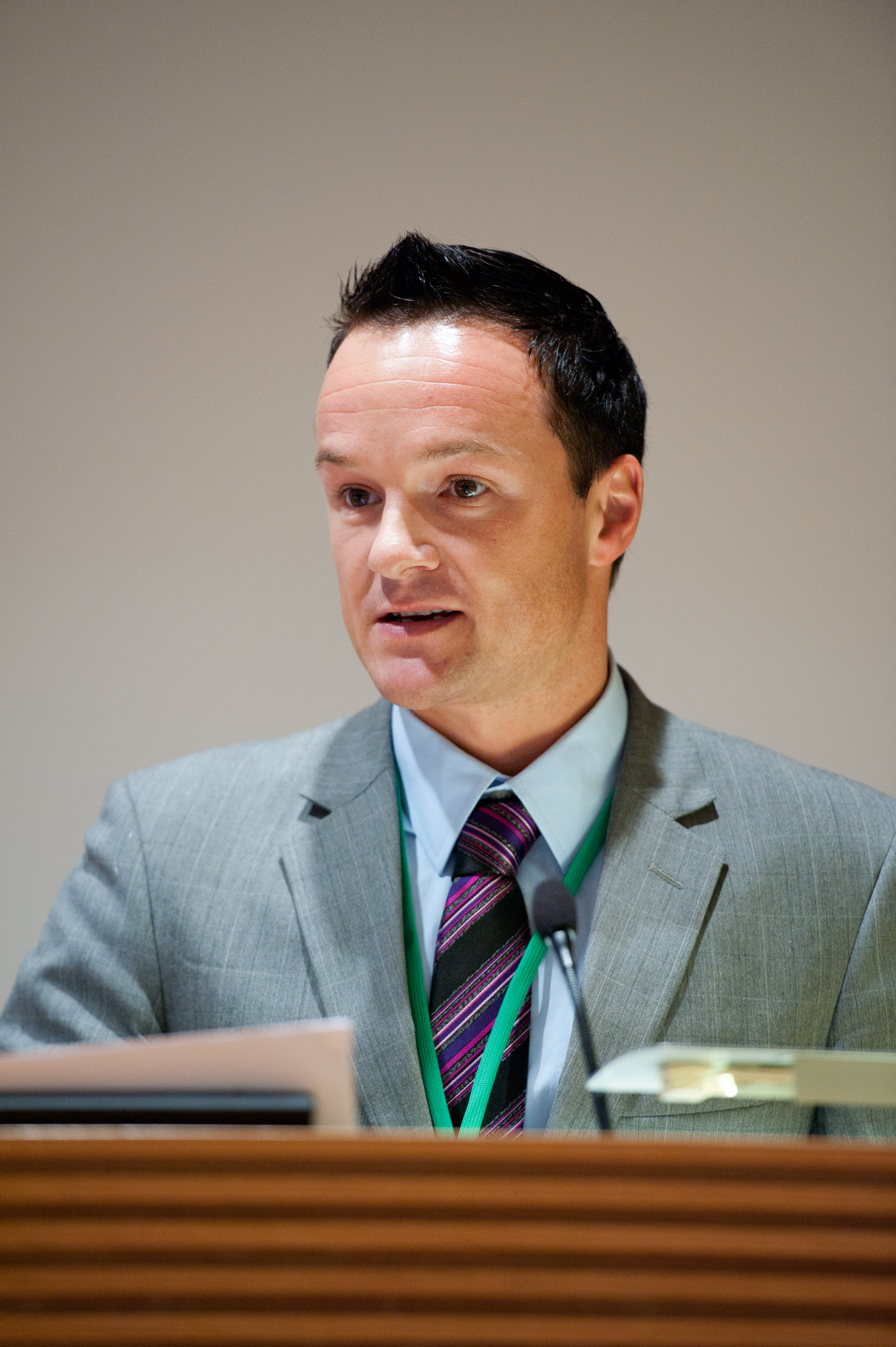
André Oktay Dahl (2011)

André Oktay Dahl  (* 7. Juli 1975 in Lørenskog) ist ein norwegischer Politiker der konservativen Partei Høyre.

## Ausbildung und Beruf
Dahl beendete 2002 sein Studium der Rechtswissenschaft an der Universität Oslo.
Nach dem Ende seiner Abgeordnetenzeit im Jahr 2013 erhielt er eine Anstellung bei dem norwegischen Beratungsunternehmen Gambit Hill + Knowlton. 2016 begann er bei der norwegischen Gewerkschaftsbund Unio als Berater zu arbeiten.

## Politische Karriere
Von 1995 bis 1997 war Dahl Vizevorsitzender der Unge Høyre in der Provinz Akershus. Anschließend war er bis 1998 Vorsitzender. Von 2008 bis 2012 war er Vorsitzender der Høyre in Akershus.
Dahl war von 1995 bis 1999 Mitglied im Kommunalparlament von Rælingen. Zwischen 1999 und 2006 saß er im Fylkesting von Akershus. Er vertrat die Provinz im norwegischen Parlament, dem Storting, von 2001 bis 2013. In seiner ersten Legislaturperiode von 2001 bis 2005 war er kein direkt ins Parlament gewählter Abgeordneter, sondern sogenannter Vararepresentant für Jan Petersen. 2012 gab er bekannt, bei der Wahl 2013 nicht erneut anzutreten. In seiner Zeit im Parlament setzte er sich besonders für die Rechte von Kindern, Jugendlichen, Frauen und Homosexuellen ein.
Im Jahr 2015 gab er auf Facebook bekannt, dass er aus der Partei Høyre ausgetreten sei. Er gab als Begründung an, dass er eigentlich nie in die Partei gepasst habe.

## Privates
Dahl lebt offen homosexuell. Im Jahr 2007 gab er in einem Interview an, dass er als 14-Jähriger vergewaltigt worden sei.